# Barthold Kuijken
Barthold Kuijken (født 1949 i Dilbeek) er en belgisk fløjtenist, blokfløjtespiller og dirigent, som har specialiseret sig i fortolkning af tidlig musik på historiske instrumenter.
Han voksede op i et musikalsk miljø, hvor begge hans brødre allerede spillede intensivt, og hvor historisk fortolkning af musik tidligt blev en fast del af hans hverdag. 
I 2007 blev han den første i Belgien til at få en Ph.D.-grad i musik, på Vrije Universiteit Brussel. Hans afhandling havde titlen: "The Notation is not the Music – Reflections on more than 40 years' intensive practice of Early Music."